# Ямайка на літніх Олімпійських іграх 2012
Ямайка на літніх Олімпійських іграх 2012 була представлена 50 спортсменами в 4 видах спорту.

## Медалісти
| Медаль | Спортсмени | Вид спорту     | Дисципліна                  | Дата      |
| ------ | --- | -------------- | --------------------------- | --------- |
| Золото | Шеллі-Енн Фрейзер-Прайс | Легка атлетика | жінки, 100 м                | 4 серпня  |
| Золото | Усейн Болт | Легка атлетика | чоловіки, 100 м             | 5 серпня  |
| Золото | Усейн Болт | Легка атлетика | чоловіки, 200 м             | 9 серпня  |
| Золото | Кемар Бейлі-Коул (попередні) Йоган Блейк Усейн Болт (фінал) Неста Картер Майкл Фрейтер                                                                      | Легка атлетика | естафета 4 х 100, чоловіки  | 11 серпня |
| Срібло | Йоган Блейк | Легка атлетика | 100 м, чоловіки             | 5 серпня  |
| Срібло | Шеллі-Енн Фрейзер-Прайс | Легка атлетика | 200 м, жінки                | 8 серпня  |
| Срібло | Йоган Блейк | Легка атлетика | 200 м, чоловіки             | 9 серпня  |
| Срібло | Скіллоні Калверт (попередні) Вероніка Кемпбелл-Браун (фінал) Шеллі-Енн Фрейзер-Прайс (фінал) Саманта Генрі-Робінсон (попередні) Шерон Сімпсон Керрон Стюарт | Легка атлетика | естафета 4 х 100 м, жінки   | 10 серпня |
| Бронза | Вероніка Кемпбелл-Браун | Легка атлетика | 100 м, жінки                | 4 серпня  |
| Бронза | Генсл Парчмент | Легка атлетика | 110 м з бар'єрами, чоловіки | 8 серпня  |
| Бронза | Воррен Вейр | Легка атлетика | 200 м, чоловіки             | 9 серпня  |
| Бронза | Домінік Блейк Крістін Дей Шеріфа Ллойд Розмарі Вайт Шеріка Вільямс Новлін Вільямс-Міллс                                                                     | Легка атлетика | естафета 4 х 400, жінки     | 11 серпня |